# Lobuk
Lobuk is een bestuurslaag in het regentschap Sumenep van de provincie Oost-Java, Indonesië. Lobuk telt 4194 inwoners (volkstelling 2010).